# Gens Amafinia
La gens Amafinia o Amafania fue una familia de la Antigua Roma de la República tardía. El miembro más conocido de la gens fue Cayo Amafinio, uno de los primeros escritores romanos partidarios de la filosofía epicúrea. Cicerón consideró sus trabajos deficientes en arreglo y estilo.